# Весілля в Бессарабії
«Весілля в Бессарабії» (рум. Nuntă în Basarabia) — міжнародно-спродюсований драматичний фільм, знятий Наполеоном Гелмісом. Світова прем'єра стрічки відбулась 2 грудня 2009 року на Талліннському міжнародному кінофестивалі «Темні ночі». Фільм розповідає про молодят, які змушені зіграти ще одне весілля.

## У ролях
- Влад Лоджіган — Влад
- Вікторія Боб — Віка
- Костянтин Флореску — Гіоні
- Ігор Кістол — Валера
- Ігор Карас-Романов — Сеня
- Іон Скутелніку — батько Віки
- Коріна Друк — сестра Віки

## Визнання
| 2009 | Талліннський міжнародний кінофестиваль «Темні ночі» | Найкращий євразійський фільм  | «Весілля в Бессарабії» | Номінація |
| 2009 | Премія «Гопо»                                       | Найкращий актор другого плану | Ігор Карас-Романов     | Номінація |